# 1904년 이탈리아 총선
1904년 이탈리아 총선은 이탈리아 하원 508인을 선출하기 위한 첫 선거로 1904년 11월 6일 1차 투표, 11월 13일 2차 투표가 치러졌다. 역사적 좌파 진영이 508석 중 339석을 차지하여 원내 제1당이자 거대 여당 지위를 유지하였다. 교황의 교인 투표 금지 조치가 처음으로 완화되었으며 가톨릭계 의원 3인이 처음으로 당선된 선겨였다.
기존의 중선거구제에서 508개 소선거구제로 전환되어 치러진 선거였다. 이와 동시에 선거법 개정으로 후보자의 지역구 당선 요건으로 절대 과반수 득표와 더불어 등록유권자 6분의 1 이상의 득표를 얻어야 한다는 조항이 폐지된 선거였다.

## 상세
주세페 사라코 총리 사퇴 이후 주세페 차나르델리가 새 총리로 임명되었으나 건강이 크게 악화되는 바람에 마지막 임기 동안 많은 성과를 거두지 못했다. 차나르델리 총리가 추진한 이혼법은 하원에서 통과되었으나 국민들의 강력한 반대로 철회되었다. 차나르델리는 1903년 11월 3일 내각에서 물러났고 그해 12월 26일 사망했다.
차나르델리의 뒤를 이어 자유주의파의 오랜 지도자였던 조반니 졸리티가 총리로 취임하였다. 졸리티는 저소득층 주택 보조금, 노동자 협동조합에 대한 정부의 우선계약, 노령 연금과 장애인 연금 등 사회적 법안 추진으로 좌파와 노조 친화적인 행보를 보였다. 그러나 한편으로 이탈리아 곳곳의 소요 사태들을 바로잡기 위한 강경 행보를 보였고 사회주의자들의 호의를 잃고 말았다.

## 참여 정당
| 정당 | 정당            | 성향            | 대표                |
| ---- | --------------- | --------------- | ------------------- |
|      | 역사적 좌파     | 자유주의        | 조반니 졸리티       |
|      | 이탈리아 사회당 | 사회주의        | 필리포 투라티       |
|      | 역사적 우파     | 보수주의        | 토마소 티토니       |
|      | 이탈리아 급진당 | 급진주의        | 에토레 사키         |
|      | 이탈리아 공화당 | 공화주의        | 나폴레오네 콜라자니 |
|      | 가톨릭 선거연합 | 기독교 민주주의 | 오토리노 젠틸로니   |

## 선거 결과
|                                        |                 |           |         |           |        |
| 정당                                   | 정당            | 득표수    | %       | 의석수    | 변화   |
|                                        | 역사적 좌파     | 777,345   | 50.90%  | 339 / 508 | +43    |
|                                        | 이탈리아 사회당 | 326,016   | 21.35   | 29 / 508  | -4     |
|                                        | 역사적 우파     | 212,584   | 13.92   | 76 / 508  | -40    |
|                                        | 이탈리아 급진당 | 128,002   | 8.38    | 37 / 508  | +3     |
|                                        | 이탈리아 공화당 | 75,225    | 4.93    | 24 / 508  | -5     |
|                                        | 가톨릭 선거연합 | 8,008     | 0.52    | 3 / 508   | (신당) |
| 총합                                   | 총합            | 1,527,180 | 100.00% | 508       | 0      |
| 유효표                                 | 1,527,180표     | 95.81%    |         |           |        |
| 무효표                                 | 66,706표        | 4.19%     |         |           |        |
|                                        |                 |           |         |           |        |
| 총 투표수                              | 1,593,886표     | 100.00%   |         |           |        |
| 유권자 (투표율)                        | 2,541,327표     | 62.72%    |         |           |        |
| 출처: National Institute of Statistics |                 |           |         |           |        |